# Odgiva de Wessex
Odgiva (anglès antic: Ēadgifu; morta el 951 o després) fou reina consort dels francs occidentals en virtut del seu matrimoni amb el rei Carles III el Simple. Era filla d'Eduard el Vell, rei de Wessex i Anglaterra, i la seva segona muller, Elfleda.

## Reina consort
Odgiva fou una de les tres germanes de la reialesa saxona occidental casades amb nobles del continent: les altres dues eren Edit, muller d'Otó I del Sacre Imperi Romanogermànic, i Edilde, esposa d'Hug el Gran. Odgiva esdevingué la segona muller de Carles III el Simple, rei dels francs occidentals, amb qui contragué matrimoni entre el 917 i el 919, després de la mort de la primera. Era la mare del rei Lluís IV de França.

## Fugida a Anglaterra
Carles III fou deposat el 923 de resultes de la seva desfeta en la batalla de Soissons i posteriorment empresonat pel comte Heribert II de Vermandois. Per protegir el seu fill, Odgiva se l'endugué a Anglaterra aquell mateix any. Lluís fou criat a la cort del rei Etelstan d'Anglaterra, germanastre d'Odgiva, cosa que li valgué el sobrenom de «el d'Ultramar».   Hi romangué fins al 936, quan fou cridat a França per ser coronat rei.  Odgiva l'hi acompanyà.
Es retirà a un convent a Laon. El 951, Heribert el Vell, comte d'Omois, despertà la ira de Lluís IV en raptar Odgiva i obligar-la a casar-se amb ell. Morí a Soissons el 26 de desembre d'un any desconegut i no torna a ser esmentada després del 951.